# Тілопо сулайський
Тілопо сулайський (Ptilinopus mangoliensis) — вид голубоподібних птахів родини голубових (Columbidae). Ендемік Індонезії. Раніше вважався конспецифічним з бангайським тілопо.

## Опис
Довжина птаха становить 33-36 см. Голова сріблясто-сіра, горло і груди зеленуваті. На горлі невелика темно-бордова пляма. Верхня частина тіла яскраво-зелена. Задня частина шиї поцяткована жовтувато-зеленими смугами. Гузка і нижні покривні пера хвоста темно-каштанові.

## Поширення і екологія
Індонезійські тілопо є ендеміками островів Маґноле і Таліабу в архіпелазі Сула. Вони живуть у вологих рівнинних тропічних лісах. Зустрічаються на висоті до 1100 м над рівнем моря.

## Збереження
МСОП класифікує стан збереження цього виду як близький до загрозливого. За оцінками дослідників, популяція сулайських тілопо становить від 15 до 30 тисяч птахів. Їм загрожує знищення природного середовища.